# Jack Vance
Jack Vance, właśc. John Holbrook Vance (ur. 28 sierpnia 1916 w San Francisco, zm. 26 maja 2013 w Oakland) – amerykański pisarz, autor powieści fantasy i science fiction. Inne pseudonimy: Alan Wade, Peter Held, John van See, Jay Kavanse. Laureat prestiżowych nagród: Nagroda Hugo, Nebula, World Fantasy i innych.

## Publikacje
Publikacje w języku polskim:
- Lyonesse(inne języki) – trylogia fantasy:  Lyonesse, Zielona perła, Madouc
- Ostatni zamek – ang. The Last Castle, powieść science fiction
- Pięć złotych obręczy – ang. Five Gold Bands, powieść science fiction
- Syn Drzewa – ang. Son of the Tree, powieść fantasy
- Umierająca Ziemia – ang. The Dying Earth, zbiór opowiadań fantasy
- Władcy smoków – ang. The Dragon Masters, powieść fantasy
- Sjambak – ang. Sjambak, opowiadanie

## Wyróżnienia
- 1963 – Nagroda Hugo za Władców smoków (ang. The Dragon Masters)
- 1967 – Nagroda Hugo za The Last Castle
- 1966 – Nebula za The Last Castle
- 1975 – Jupiter Award
- 1984 – World Fantasy Award za całokształt twórczości
- 1990 – World Fantasy Award za Madouc (trzeci tom cyklu Lyonesse)